# Felix Schadow

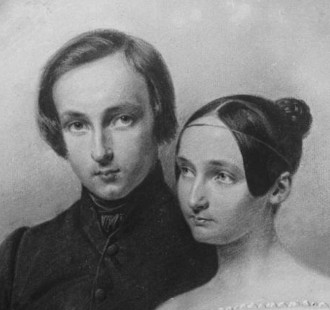
Felix und seine Schwester Lida, die spätere Ehefrau von Eduard Bendemann. Gemälde von Franz Krüger 1838.

Felix Schadow (* 21. Juni 1819 in Berlin; † 25. Juni 1861 ebenda) war ein deutscher Maler. Er ist der Sohn von Johann Gottfried Schadow und Halbbruder von Wilhelm von Schadow und Rudolf Schadow.

## Leben

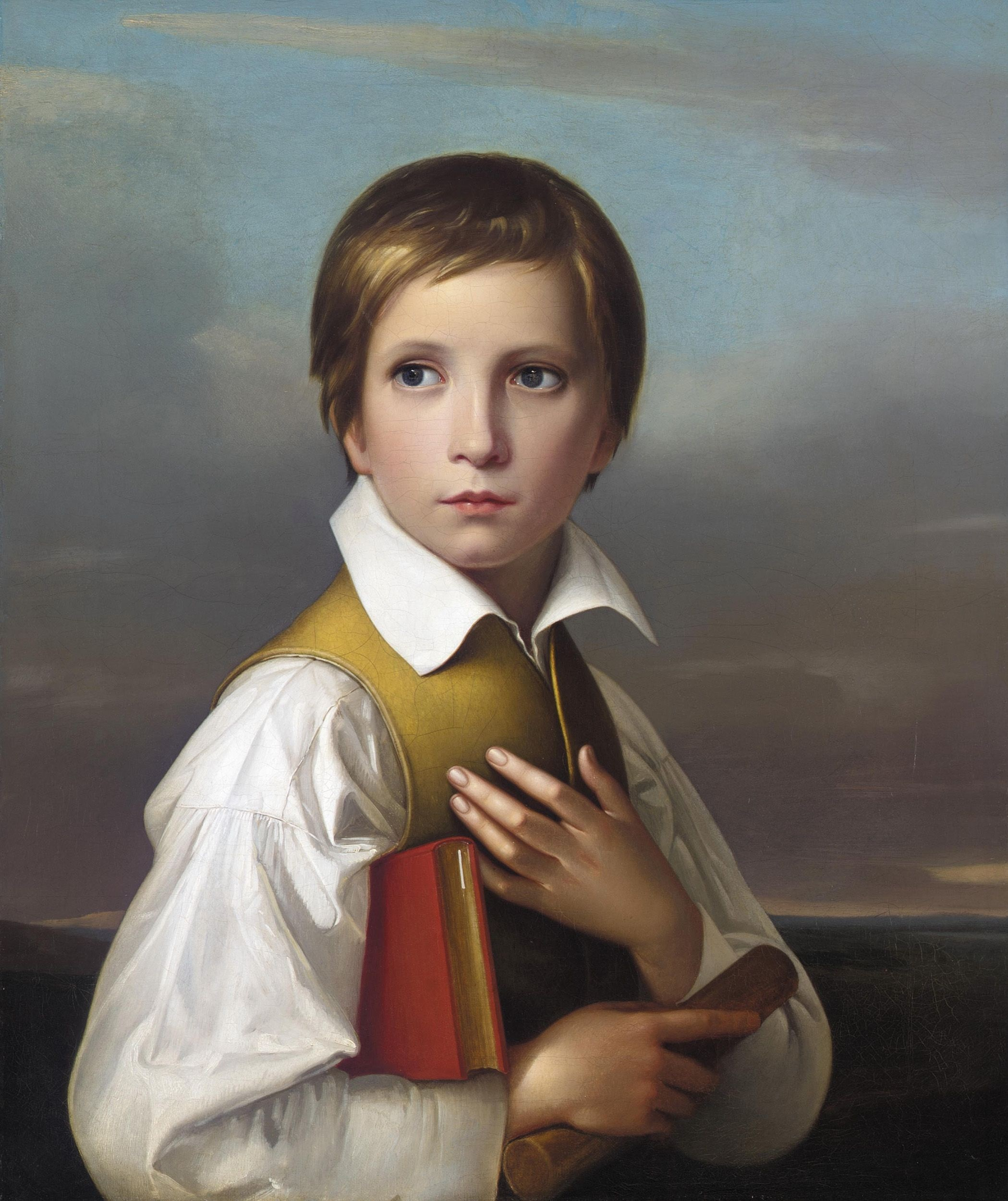
Felix Schadow im Alter von ca. 10 Jahren

Schadow wurde im Haus seines Vaters in der Kleinen Wallstraße (heute: Schadowstraße) als drittes Kind von Caroline Henriette Rosenstiel (1784–1832), Tochter des Friedrich Philipp Rosenstiel, geboren. Er wurde von seinem Vater schon früh als Künstler gefördert und hielt sich oft in dessen Atelier im Hinterhof der Schadowstraße auf, wo er auch von dessen Gehilfen und Schülern lernte.
1835 unternahm er mit seinem Vater einige Reisen nach Leipzig. Julius Hübner war in den Jahren 1838 und 1839 in Berlin sein Lehrer. Schadow studierte von 1840 bis 1843 in Dresden, wo sein Werk „Christus und Maria bei Martha“ (heute zu sehen im Schloss Charlottenburg) entstand. Er wurde dabei von dem Bild Christus bei Maria und Martha gemalt von Jan Vermeer inspiriert. Zugleich war er in Dresden ein Schüler Eduard Bendemanns, der seinen Stil ebenso wie Hübner beeinflusste. Zurück in Berlin beteiligte er sich an der Ausschmückung der Museumshalle und den Freskenmalereien von Karl Friedrich Schinkel.
Schadow verzierte nach dem Tod seines Vaters im Januar 1850 bei einem Umbau des Elternhauses, das er weiterhin bewohnte, die Wände von dessen ehemaligen Atelier mit einem Freskenzyklus, der das Leben des Vaters zum Inhalt hatte. Er ließ zudem ein Relief mit der lorbeerumkränzten Büste des Vaters auf die Fassade setzen. Am 22. Februar 1852 heiratete er Eugenie D’Alton-Rauch, die Tochter von Johann Samuel Eduard D’Alton und Charlotte Amalie Agnes Rauch und eine Enkelin des Bildhauers Christian Daniel Rauch, den er selbst 1854 auf einer Italienreise begleitet hatte.

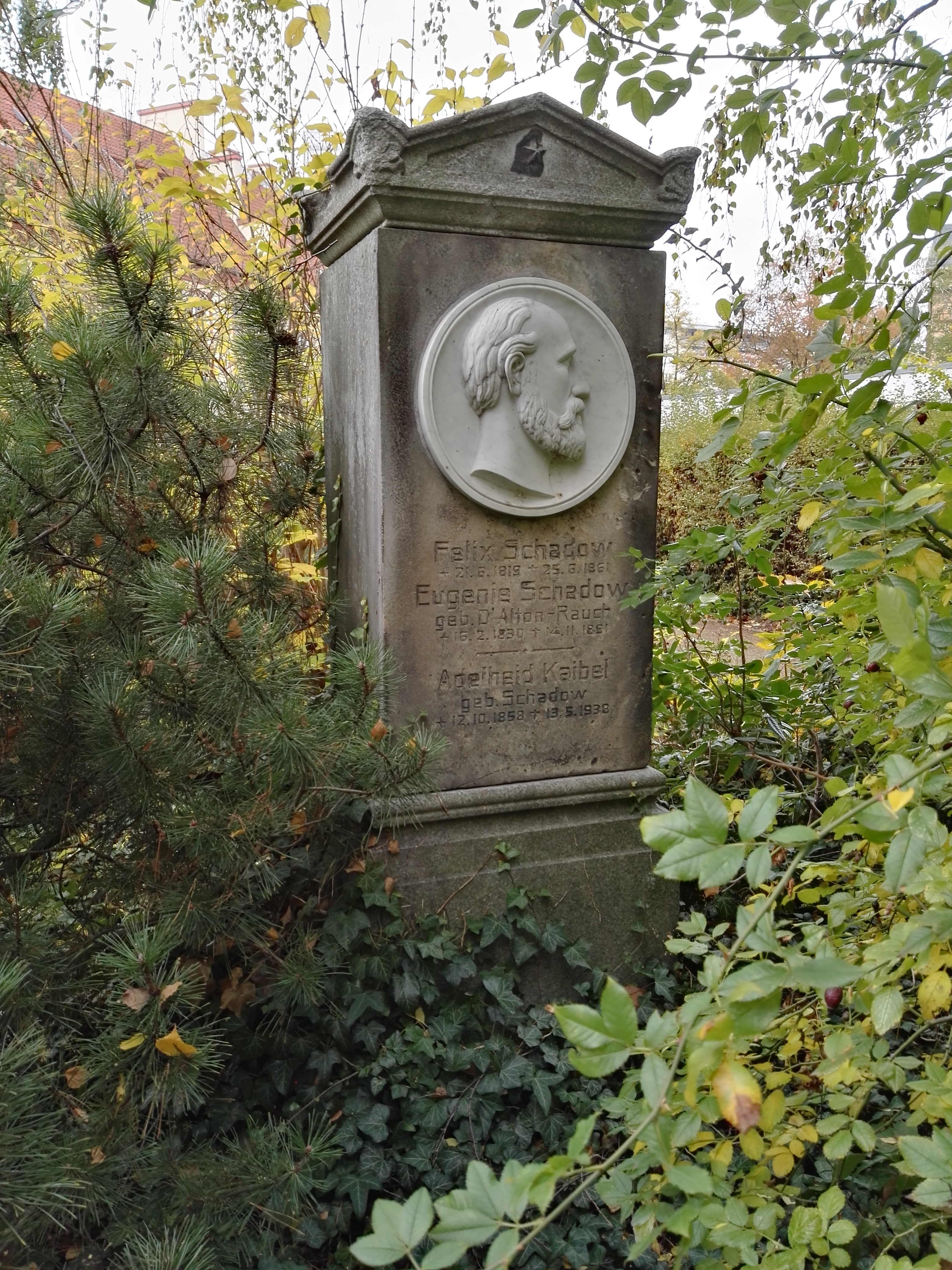
Grabstätte

Schadow starb 1861 und wurde auf dem Dorotheenstädtischen Friedhof in Berlin-Mitte begraben. Sein Grab liegt in der Nähe seines Vaters.

## Kinder

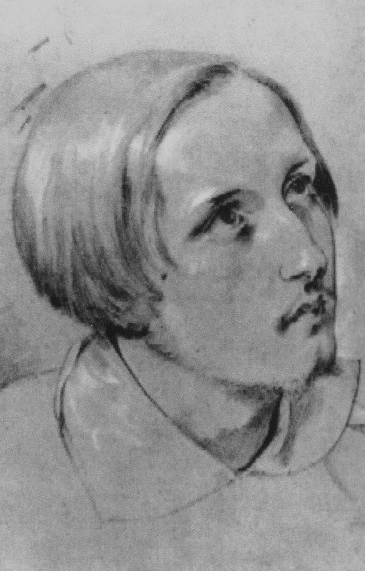
Julius Hübner Bildnis des Malers Felix Schadow

- Gottfried Schadow, geb. am 18. Januar 1853 (Heirat mit Gertrud Emma Dick)
- Richard Schadow, geb. am 18. Juni 1855
- Gertrud Bertha Helene Schadow, geb. am 14. August 1856
- Adelheid Emma Henriette Schadow, geb. am 12. Oktober 1858 (Heirat mit Georg Kaibel)
- Bertha Pauline Agnes Schadow, geb. am 18. Mai 1860
- Paul Rudolf Georg Schadow, geb. am 18. Mai 1860

## Werke (Auswahl)

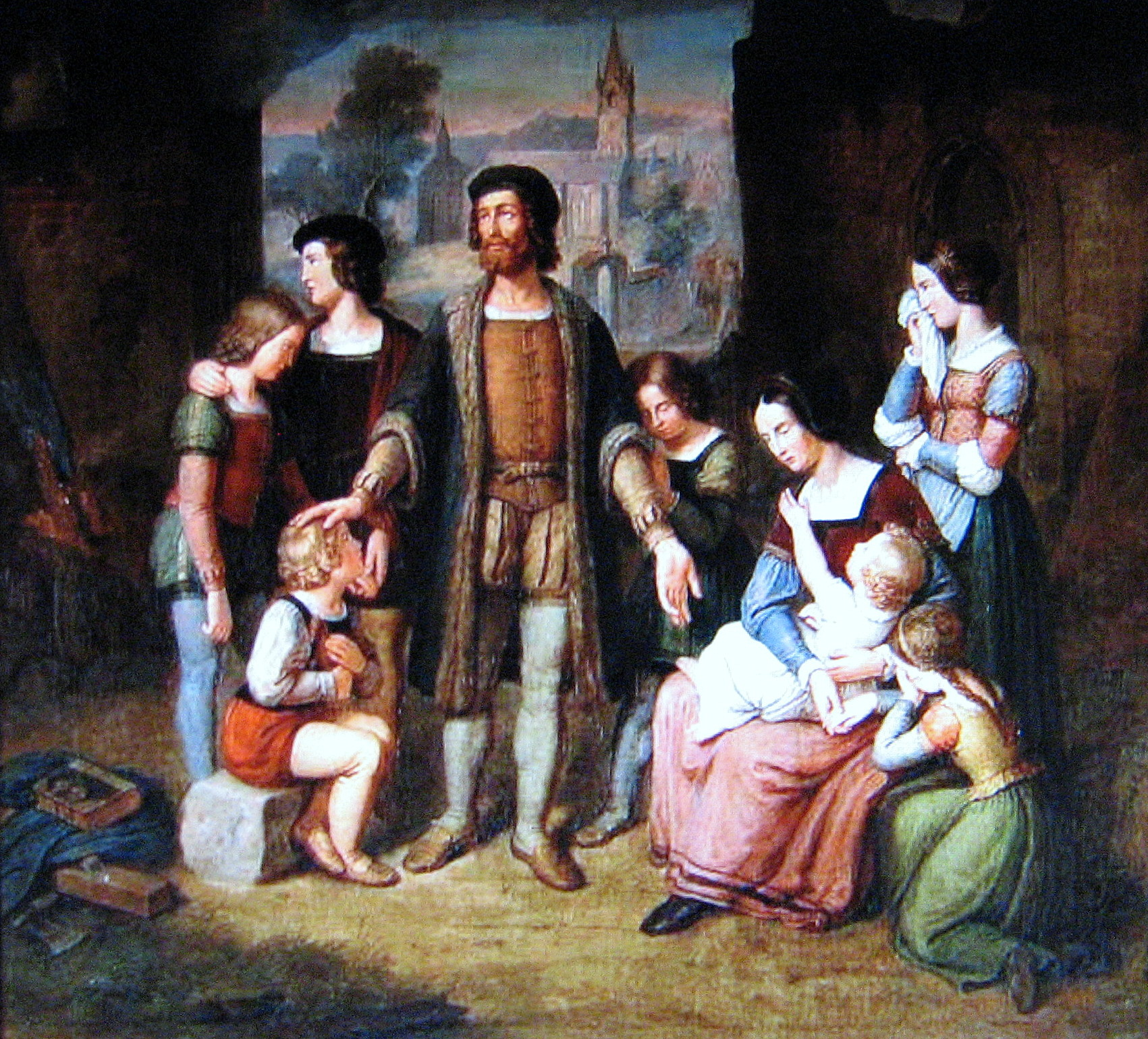
Familie vor brennender Ruine

- Des jungen Tobias Verlobung mit Sarah, der Tochter Reguels, 1841[2]
- Christus und Maria bei Martha, Öl auf Leinwand, Dresden 1841[2]
- Familie vor brennender Ruine, Öl auf Leinwand, unsigniert
- Die Schmückung der Braut 1858[3]

Einige Bilder aus der Kunstauktion Hollstein & Puppel 1928:
- Joseph und seine Brüder bei dem Wiedersehn in Ägypten Dezember 1837
- Petrus erweckt eine Frau und weist auf sie, Frauen, Männer und Kinder kommen herzu 1839
- Entwurf der Zwickelbilder mit den vier Evangelisten 1844
- Die Verlobung von Maria und Joseph
- Bildnis eines jungen Mädchens mit in der Mitte gescheiteltem Haar Kreidezeichnung